# Cenves
Cenves település Franciaországban, Rhône megyében. Lakosainak száma 393 fő (2022. január 1.). Cenves Serrières, Jullié, Juliénas, Pruzilly, Leynes, Chasselas, Solutré-Pouilly, Vergisson, Tramayes, Germolles-sur-Grosne és Deux-Grosnes községekkel határos.

## Népesség
A település népességének változása:
| Lakosok száma | 407  | 407  | 391  | 383  | 381  | 379  | 376  | 393  |
|               | 2013 | 2015 | 2017 | 2018 | 2019 | 2020 | 2021 | 2022 |